# Reinhold Messner
Reinhold Andreas Messner (nascut el 17 de setembre de 1944) és un muntanyenc italià i explorador de Tirol del Sud, sovint citat com l'alpinista més gran de tots els temps. És famós per fer la primera ascensió en solitari del Mont Everest, sense oxigen suplementari, i per ser el primer alpinista a pujar els catorze "vuit mils" (pics de més de 8.000 metres sobre el nivell del mar). També és l'autor de nombrosos llibres.

## Biografia
Va néixer el 17 de setembre de 1944 a Villnöß-Funes (Província de Bolzano - Itàlia). Messner és un parlant nadiu d'alemany i també parla italià. Va fer els seus primers anys d'escalada als Alps i es va enamorar dels Dolomites.
Amb 13 anys, Reinhold començà a escalar amb el seu germà Günther d'11. Amb vint-i-pocs anys, tant ell com el seu germà es trobaven entre els millors escaladors d'Europa.
El seu primer gran ascens a l'Himàlaia el 1970, la inèdita cara Rupal del Nanga Parbat, va resultar ser un èxit tràgic. Tant ell com el seu germà Günther van arribar al cim, però Günther va morir dos dies després en el descens de la cara Diamir. Reinhold va perdre sis dits degut a les congelacions. Reinhold fou durament criticat per persistir en aquesta ascensió amb un inexperimentat Günter.
A la dècada de 1970, Messner va defensar la causa de pujar l'Everest sense oxigen suplementari. Aquesta va ser la primera vegada que algú havia estat a tanta altitud sense oxigen embotellat i Messner i Habeler van demostrar el que alguns metges, especialistes, i alpinistes creien impossible. Això va canviar per sempre l'alpinisme. Va repetir la gesta, sense Peter Habeler, pel costat del Tibet el 1980, durant la temporada del monsó. Fou la primera ascensió reeixida de l'Everest en solitari.
El 1978, va fer una ascensió en solitari de la cara Diamir del Nanga Parbat. El 1986, Messner es va convertir en el primer alpinista a completar els catorze vuit mils (pics de més de 8.000 metres sobre el nivell del mar). Ha travessat l'Antàrtida en esquís amb Arved Fuchs i ha escrit més de 60 llibres sobre les seves experiències, una quarta part dels quals han estat traduïts a altres llengües.
Messner, avui porta a terme una activitat diversificada envers el muntanyisme. De 1999 a 2004, va ocupar càrrecs polítics com a membre del Parlament Europeu pel Partit Verd d'Itàlia (Federazione dei Verdi). També fou un dels fundadors de Mountain Wilderness, una ONG internacional dedicada a la protecció de les muntanyes de tot el món.
El 2004 va completar una expedició de 2.000 quilòmetres a través del desert del Gobi a la Xina.

## Els 14 vuitmils
| Any  | Nom                          | Altitud (m)  | Comentaris                                                                           |
| ---- | ---------------------------- | ------------ | ------------------------------------------------------------------------------------ |
| 1970 | Nanga Parbat                 | 8.125        | Amb el seu germà Günther.                                                            |
| 1972 | Manaslu                      | 8.156        |                                                                                      |
| 1975 | Gasherbrum I                 | 8.068        | Amb Peter Habeler i considerada la primera ascensió en estil alpí.                   |
| 1977 | Dhaulagiri                   | 8.167        |                                                                                      |
| 1978 | Everest                      | 8.848        | Primera ascensió sense oxigen suplementari, amb Peter Habeler.                       |
| 1978 | Nanga Parbat                 | 8.125        | Primera ascensió en solitari d'un vuitmil des del camp base.                         |
| 1979 | K2                           | 8.611        | Amb Michel Dacher                                                                    |
| 1980 | Everest                      | 8.848        | Primera ascensió en solitari i sense oxigen suplementari durant l'estació del monsó. |
| 1981 | Shisha Pangma                | 8.012        | Amb Friedl Mutschlechner                                                             |
| 1982 | Kangchenjunga                | 8.598        | Amb Friedl Mutschlechner i el sherpa Dorje sense oxigen suplementari.                |
| 1982 | Gasherbrum II                | 8.035        |                                                                                      |
| 1982 | Broad Peak                   | 8.048        |                                                                                      |
| 1982 | Cho Oyu                      | 8.201        | Intent fallit durant l'hivern.                                                       |
| 1983 | Cho Oyu                      | 8.201        | Amb Hans Kammerlander i Michael Dacher                                               |
| 1984 | Gasherbrum I i Gasherbrum II | 8.068, 8.035 | Sense retorn al camp base entre els cims.                                            |
| 1985 | Annapurna                    | 8.091        |                                                                                      |
| 1985 | Dhaulagiri                   | 8.167        |                                                                                      |
| 1985 | Makalu                       | 8.485        |                                                                                      |
| 1985 | Lhotse                       | 8.516        |                                                                                      |